# Alcin des chauves-souris
Macheiramphus alcinus
Genre
Espèce
Répartition géographique
Statut de conservation UICN

 LC  : Préoccupation mineure
Statut CITES
L'Alcin des chauves-souris (Macheiramphus alcinus), anciennement Milan des chauves-souris, est une espèce de rapaces diurnes de la famille des Accipitridae.

## Description

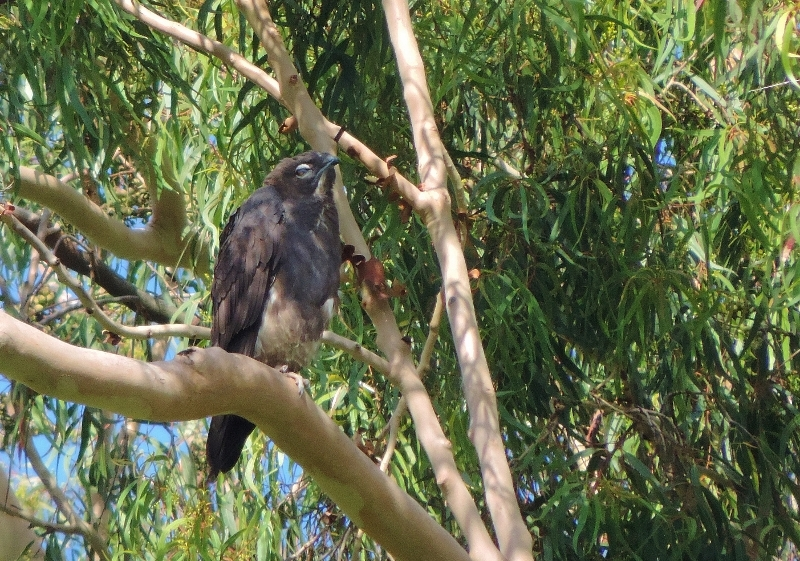
au Zimbabwe

Presque nocturne, ce rapace, à la tombée de la nuit part chasser devant les grottes d'où jaillissent les chauves-souris.
Extraordinairement agile, il attrape les chauves-souris avec ses serres et les avale en vol grâce à son bec grand ouvert.

## Répartition et sous-espèces
D'après la classification de référence (version 15.1, 2025) de l'Union internationale des ornithologues, l'Alcin des chauves-souris possède 3 sous-espèces (ordre philogénique) :
- M. a. anderssoni (Gurney, 1866) — Afrique subsaharienne ;
- M. a. alcinus Bonaparte, 1850 — Asie du Sud-Est ;
- M. a. papuanus Mayr, 1940 — est de la Nouvelle-Guinée.